# Philippodamias
Philippodamias is een geslacht van vlinders van de familie uilen (Noctuidae), uit de onderfamilie Agaristinae.

## Soorten
- P. claggi Clench, 1953
- P. jocelyna Clench, 1958